# 丽水角蟾
丽水角蟾（学名：Boulenophrys lishuiensis）也称丽水异角蟾，一种于中华人民共和国浙江省丽水市莲都区葑垟林场附近发现的两栖动物，隶属于角蟾科布角蟾属。其种加词“lishuiensis”意为“丽水的”。

## 形态特征
林氏角蟾体型小，雄蟾体长30.7～34.7毫米，雌蟾体长36.9～40.4毫米。身体背面皮肤较光滑，呈棕黄色，眶间具有三角形斑纹，背部具有深褐色“X”形斑块，有的“X”形斑中间断开；四肢背面具有深色横纹；身体腹面为灰色，喉部中央及两侧具三道镶浅黄色边的黑色纵纹。

## 保护
本种于2023年被收录入《有重要生态、科学、社会价值的陆生野生动物名录》。